# Bjärreds saltsjöbad

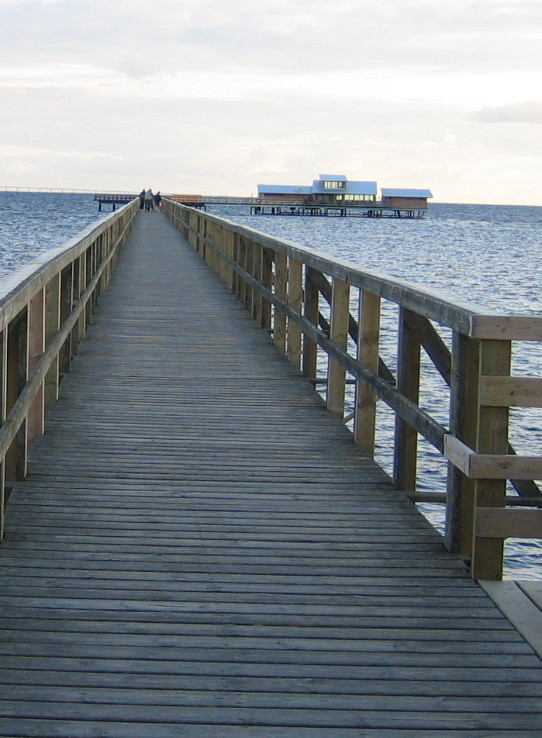
Bjärreds saltsjöbad i bakgrunden till höger, med Långa bryggan i förgrunden.

Bjärreds saltsjöbad är ett kallbadhus i Bjärred vid Öresund i Skåne. Kallbadhuset, som är ett av de nyare i Sverige, invigdes 2004. Kallbadhuset ägs och drivs av Föreningen Bjerreds Saltsjöbad.
Bjärred utvecklade sig till en populär havsbadort för framför allt lundabor vid sekelskiftet 1800/1900. Besöksantalet ökade med anläggandet av Lund-Bjärreds Järnväg, som invigdes 1901.
I badanläggningen ingick bland annat ett kallbadhus, som låg längst ut i det grunda vattnet på en 450 meter lång brygga. Kallbadhuset förstördes i en brand våren 1950.

## Bygget
Idén till ett nytt bad väcktes år 2000 och finansierades till stora delar genom insamlingar av Föreningen Bjerreds Saltsjöbad, som bildades år 2001 med avsikt att uppföra ett kallbadhus. Lomma kommun såg positivt på projektet och lovade att upp till 1,5 miljoner kronor ställa upp med lika mycket pengar till bygget, som föreningen kunde samla in. Kommunen lovade även att gå i borgen, om föreningen skulle behöva ta mindre lån till bygget. Byggkostnaderna kunde hållas nere tack vare att mycket arbete utfördes ideellt av badföreningens medlemmar. Kallbadhuset är ritat av Oliver Lühr.
Den nya bryggan löper parallellt strax söder om den nuvarande. Arbetet väntas färdigställas under våren 2023. Den nya bryggan är något bredare och har fler rastplatser utmed den ca 500 meter långa promenaden ut till Bjärreds saltsjöbad.